# Последнее завещание Нобеля
«Последнее завещание Нобеля» (швед. Nobels testamente) — фильм шведского режиссёра Петера Флинта, вышедший на экраны в 2012 году. Фильм снят по роману шведской писательницы Лизы Марклунд, которая выступила соавтором сценария.

## Сюжет
На банкете, посвящённом присуждению очередной Нобелевской премии, совершено убийство. Израильский учёный, получивший награду за заслуги в медицине, был тяжело ранен, а танцевавшая с ним шведская учёная — убита. Журналистка Анника Бенгтсон, присутствовавшая и на церемонии награждения и на банкете, возможно, видела убийцу. И поэтому полиция запретила ей передавать кому-либо любую информацию, касающуюся этого дела. Редактору приходится отстранить Аннику от этой статьи, передав её написание другому журналисту. Но Анника начинает собственное расследование. Все уверены, что целью был израильский учёный, и что след ведёт к исламским террористам. Но последовавшие вскоре смерти нескольких сотрудников шведского Каролинского института заставляют Бенгтсон обратить внимание на закулисную борьбу в Нобелевском комитете…

## В ролях
- Малин Крепин — Анника Бенгтсон (Annika Bengtzon)
- Бьёрн Кьелльман — Андерс Шюман
- Лейф Андре — Спикен
- Эрик Юханссон — Патрик Нильсон
- Кайса Эрнст — Берит Хармин
- Рикард Ульфсетер[швед.] — Томас Самуэльссон
- Феликс Энгстрём
- Мария Лангхаммер[швед.] — Бригитта Ларсен
- Антье Трауэ — Киттен
- Пер Граффман
- Бьорн Гранат — Эрнст Эрикссон
- Пиа Йоханссон
- София Рённегор

## Съёмочная группа
- Сценарист: Пернилла Ольелунд по роману Лизы Марклунд
- Режиссёр: Петер Флинт
- Композитор: Адам Норден
- Художник: Бенг Фреденберг
- Оператор: Эрик Кресс
- Продюсеры:
  - Йенни Гильбертссон
  - Сусанна Тайгер

## Критика
Фильм оценён в 5.4 балла по десятибалльной шкале. В основном критики встретили «Последнее завещание Нобеля» положительно, отметив достаточную динамику, атмосферность фильма и харизму главной героини.